# Episodi di Fantasilandia (terza stagione)
L terza stagione della serie televisiva Fantasilandia è stata trasmessa in anteprima negli Stati Uniti d'America dalla ABC tra il 7 settembre 1979 e il 17 maggio 1980.
| nº | Titolo originale                          | Titolo italiano | Prima TV USA      | Prima TV Italia |
| -- | ----------------------------------------- | --------------- | ----------------- | --------------- |
| 1  | Hit Man/The Swimmer                       |                 | 7 settembre 1979  |                 |
| 2  | Goose for the Gander/The Stuntman         |                 | 14 settembre 1979 |                 |
| 3  | Tattoo: the Love God/Magnolia Blossoms    |                 | 21 settembre 1979 |                 |
| 4  | Baby/Marathon: Battle of the Sexes        |                 | 5 ottobre 1979    |                 |
| 5  | The Chain Gang/The Boss                   |                 | 19 ottobre 1979   |                 |
| 6  | The Red Baron/Young at Heart              |                 | 27 ottobre 1979   |                 |
| 7  | The Wedding                               |                 | 3 novembre 1979   |                 |
| 8  | Tattoo's Romance/Handy Man                |                 | 10 novembre 1979  |                 |
| 9  | Nobody's There/The Dancer                 |                 | 17 novembre 1979  |                 |
| 10 | The Pug/Class of '69                      |                 | 24 novembre 1979  |                 |
| 11 | The Victim/The Mermaid                    |                 | 1º dicembre 1979  |                 |
| 12 | The Cheerleaders/Marooned                 |                 | 8 dicembre 1979   |                 |
| 13 | The Inventor/On the Other Side            |                 | 15 dicembre 1979  |                 |
| 14 | The Look Alikes/Winemaker                 |                 | 22 dicembre 1979  |                 |
| 15 | Unholy Wedlock/Elizabeth                  |                 | 12 gennaio 1980   |                 |
| 16 | Rogues to Riches/Stark Terror             |                 | 19 gennaio 1980   |                 |
| 17 | PlayGirl/Smith's Valhalla                 |                 | 26 gennaio 1980   |                 |
| 18 | Aphrodite/Dr. Jeckyll and Miss Hyde       |                 | 2 febbraio 1980   |                 |
| 19 | The Swinger/Terrors of the Mind           |                 | 9 febbraio 1980   |                 |
| 20 | Nona/One Million B.C.                     |                 | 1º marzo 1980     |                 |
| 21 | Jungle Man/Mary Ann and Miss Sophisticate |                 | 8 marzo 1980      |                 |
| 22 | My Fair Pharaoh/The Power                 |                 | 10 maggio 1980    |                 |
| 23 | Eagleman/Children of Mentu                |                 | 17 maggio 1980    |                 |